# Amundi
Az Amundi egy francia vagyonkezelő társaság.
2020 végén 1729 milliárd eurós kezelt vagyonával az első a vagyonkezelő társaságok között Európában, és globális szereplő ezen a területen.
A 2010. január 1-jén alapított társaság a Crédit Agricole (Crédit Agricole Asset Management, CAAM) és a Société Générale (Société Générale Asset Management, SGAM) vagyonkezelési funkcióinak összevonása eredménye. 2015 novembere óta az Amundi csoportot jegyzik az Euronext tőzsdén, és többségi tulajdonosa a Crédit Agricole S.A.